# Gennadi Volnov
Guennadi Gueorguievitch Volnov (en russe : Геннадий Георгиевич Вольнов), né le 28 novembre 1939 et décédé le 15 juillet 2008, est un joueur de basket-ball soviétique

## Club
- 1956-1958 :  Burevestnik
- 1958-1970 :  CSKA Moscou

## Palmarès

### Club
- Vainqueur de la Coupe des clubs champion 1961, 1963, 1969
- Champion d'URSS 1960, 1961, 1962, 1963, 1964, 1965, 1966, 1967, 1969, 1970

### Jeux olympiques d'été
- Médaille d'or des Jeux olympiques de 1972 à Munich,  Allemagne
- Médaille de bronze des Jeux olympiques de 1968 à Mexico,  Mexique
- Médaille d'argent des Jeux olympiques de 1964 à Tokyo,  Japon
- Médaille d'argent des Jeux olympiques de 1960 à Rome,  Italie

### Championnat du monde
- Médaille d'or des Championnats du monde 1967,  Uruguay
- Médaille de bronze des Championnats du monde 1963,  Brésil

### Championnat d'Europe
- Médaille d'or des Championnats d'Europe 1969,  Italie
- Médaille d'or des Championnats d'Europe 1967,  Finlande
- Médaille d'or des Championnats d'Europe 1965,  Union soviétique
- Médaille d'or des Championnats d'Europe 1963,  Pologne
- Médaille d'or des Championnats d'Europe 1961,  Yougoslavie
- Médaille d'or des Championnats d'Europe 1959,  Turquie